# 奥地利大公

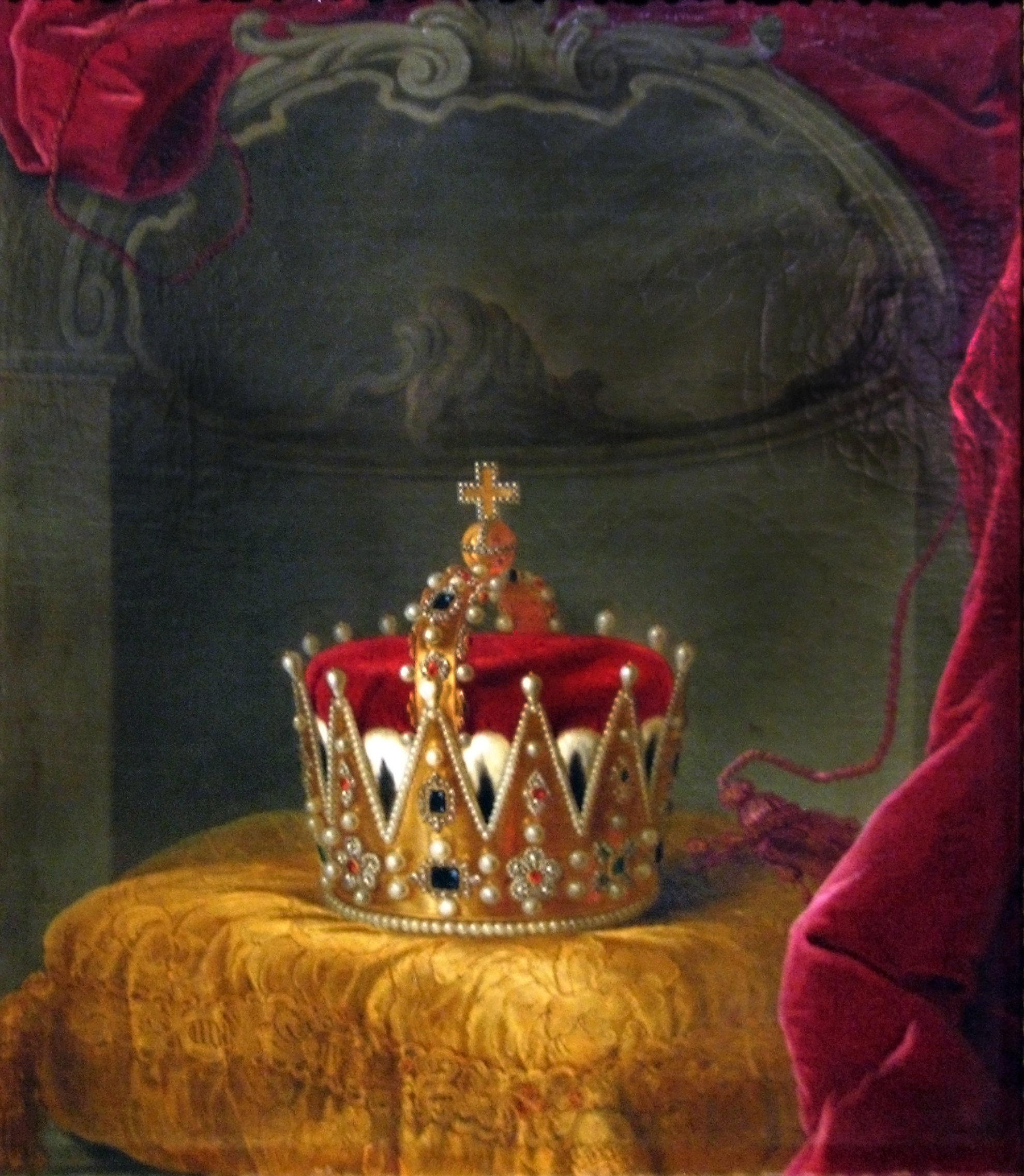
约瑟夫二世擔任奥地利大公時期所用的大公皇冠

奧地利大公（德語：Erzherzog）是奧地利大公國哈布斯堡王朝統治者的世袭爵位。它源自神圣罗马帝国，依照贵族等级，它在德意志國王之下，但是它在選帝侯及德意志王公之上。由奧地利大公或是女大公統治的領地稱為奧地利大公國，簡稱為大公國。代表奥地利大公的貴族象徵是奥地利大公皇冠，被保存在克洛斯特新堡修道院。

## 詞源
自1530年起才有英语字詞的相關記錄，源自以下語言：
- 中古法語，經由古法語，法語：
- 中世纪拉丁语，拉丁語：
- 中古希腊语，古希臘語：，拉丁語：，詳見維基詞典：arch-
- 拉丁语，拉丁語：，公爵

奧地利大公一詞指的是公爵首領，在汉语翻譯上已經約定俗成簡稱為大公，但它的贵族等级在大公爵（Grand Duke）之上，兩者不同；例如卢森堡大公的等級在奧地利大公之下。全歐洲僅有奧地利大公使用Archduke這個頭銜。

## 使用相同稱號的虛構人物
- 星際大戰的吉諾西斯星大公帕格爾[註 5][註 6]
- 夜行天使的塞巴西斯大公[註 7]
- 乃出個未來的巧克力德古拉大公早餐麥片（巧克力德古拉伯爵（英语：General Mills monster-themed breakfast cereals）的惡搞版本）[註 8]
- 約翰·布臣，第一代特威茲穆爾男爵的小說《The House of the Four Winds（英语：The House of the Four Winds）》，伊弗隆尼亞的哈德良大公[註 9]
- 弗兰克·赫伯特的沙丘系列小說，阿曼德·伊卡茲大公[註 10]
- 黛西·阿許弗（英语：Daisy Ashford）的小說《The Young Visiters（英语：The Young Visiters）》，格林尼治女大公[註 11]
- 丁丁歷險記，水牛城的揚·范·哈林大公[註 12]
- 亞歷山卓公爵英式橄欖球俱樂部主席的頭銜是亞歷山卓大公[註 13][註 14]